# Polyamidová vlákna

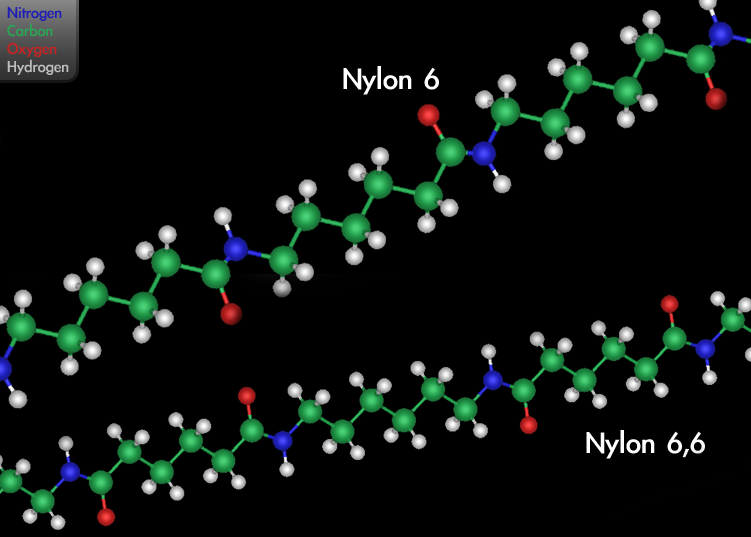
Chemická struktura polyamidových vláken

Polyamidová vlákna jsou vlákna vyrobená z polyamidů (mezinárodní zkratka: PA), lineárních makromolekul, v jejichž řetězcích se opakují funkční amidové skupiny.

## Význam polyamidových vláken
Pro polyamidová vlákna a plasty se běžně používá synonymní označení nylon, ne každý polyamid je však nylon. Polyamidy se obvykle rozdělují na 3 skupiny: 
- alifatické (nylon resp. PA)
- aromatické (aramidová vlákna)
- poloaromatické (polyftalamidy, které se nedají zvlákňnovat[2])[3]

Celosvětový výnos z prodeje polyamidových vláken, plastů (pryskyřice) a fólií se udával za rok 2023 s 33,7 miliardami USD.
Tento článek se zabývá vlákny z alifatických polyamidů, podrobnější informace o aromatických polyamidech jsou obsaženy ve čllánku Aramidová vlákna.

## Historie polyamidových vláken
Polyamidové vlákno vynalezl Američan Wallace Carothers v roce 1928, komerční výroba byla zahájena v roce 1938 (pod označením nylon 66 u firmy DuPont). Přibližně ve stejnou dobu se začalo v Německu s pokusnou výrobou polyamidu 6. V roce 1940 byla zaznamenána výroba 5400 tun, v roce 1950 cca 62 000 tun.
Mimo těchto nejznámějších druhů bylo ve druhé polovině 20. století vyvinuto nejméně 30 variant polyamidových vláken. Ve 3. dekádě 21. století se průmyslově vyrábějí druhy PA6, PA66 a PA11 (číslo za PA znamená počet uhlíkových atomů v opakované amidové skupině daného druhu polyamidu).
V roce 2016 dosáhla celosvětová výroba PA vláken cca 5,5 milionu tun (průměrná cena 2,50 €/kg), v roce 2020 se udávala celosvětová výroba přibližně ve stejné výši (cca 2/3 pocházely z Číny).
Zvlákňování aramidu bylo vyvinuto v 60. letech, průmyslová výroba vláken začala v roce 1971 (2270 t).
V České republice byla zaznamenána v roce 1989 výroba 700 tun, z pozdější doby zde není žádný výrobce polyamidových vláken známý.

## Způsob výroby

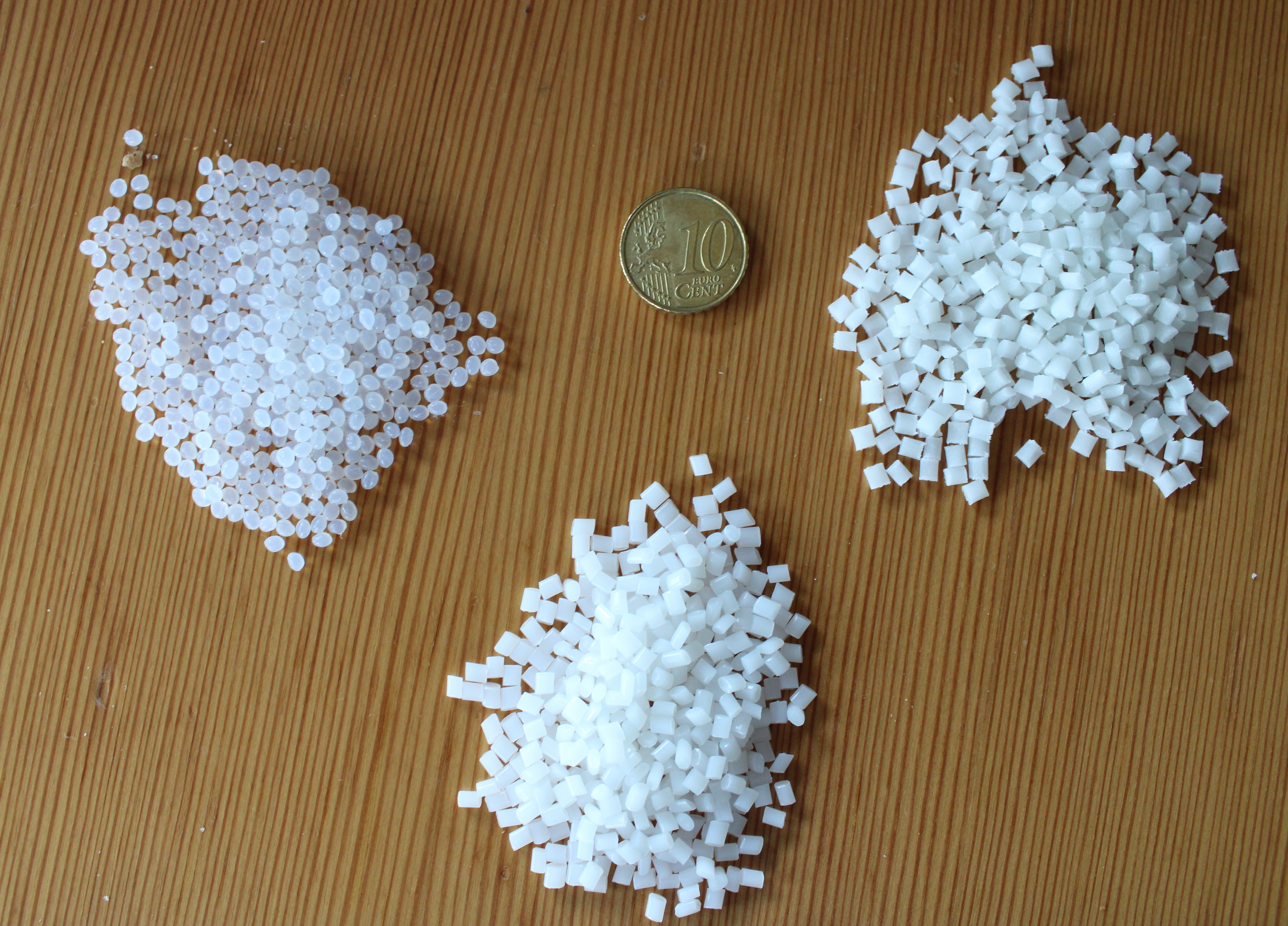
Polyamidový granulát: vlevo a uprostřed PA6, vpravo PA6 s 30 % skla

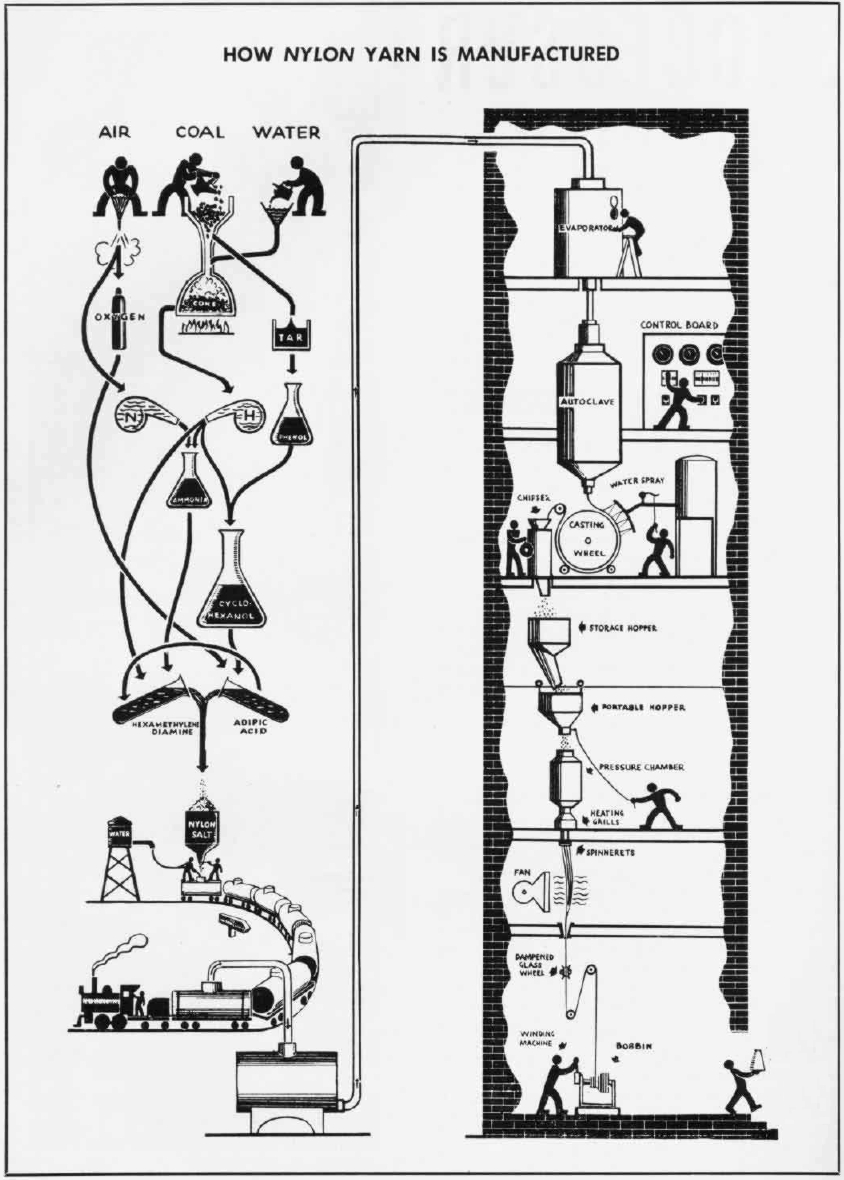
Schéma technologie výroby polyamidových vláken (1943)

Výchozím materiálem pro všechny druhy je ropa, ze které se polykondenzací získávají 3 možné druhy suroviny
- diaminy a  dikarboxylové kyseliny – nejužívanější
- ω- aminokarboxylové kyseliny
- laktamy

### Zvlákňování
Výrobní postup: Polymerizace suroviny - sušení polymeru (granulátové pelety) - tavné zvlákňování z extruzovaného granulátu -  dloužení - finální úprava 
Výroba filamentů probíhá kontinuálně, hotová vlákna se navíjejí na cívky rychlostí do 5500 m/min, BCF příze rychlostí do 3500 m/min. 
Stříž se vyrábí dvoustupňovou metodou, dloužení odděleně od vlastního zvlákňování. Rouno z hotových vláken se odvádí rychlostí do 300 m/min.

## Charakteristické vlastnosti polyamidových vláken
- vysoká pevnost za sucha i za mokra
- vysoká odolnost v oděru
- vysoká pružnost
- možnost trvalého plisování
- vysoká biologická odolnost
- stálost vůči chemickým činidlům, hlavně alkáliím
- nízká specifická váha, velký specifický objem
- velmi snadné udržování (praní, sušení)
- nízká hygroskopičnost (zeslabuje se použitím směsi PAD/CE)
- nepříjemný studený omak hladkého hedvábí (odstraňuje se tvarováním vlákna)
- vznik statické elektřiny při výrobě i použití (ruší se antistatickými preparacemi)
- velmi dobrá barvitelnost závisí na typu vlákna[11]

## Použití
V roce 2020 se používala polyamidová vlákna v naprosté většině ve formě filamentových přízí, z toho  na
- oděvy:  punčochy, ponožky, svrchní oděvy, zejména sportovní, trikoty, plavky – 58 %
- technické textilie: pneumatikové kordy, dopravní pásy, lana, sítě, filtry, chirurgické nitě – 24 %
- koberce: z BCF příze – 13 %
- stříž: na různé textilie – 5 %

## Zacházení s výrobky z polyamidu
Každé vyprání zvyšuje trvanlivost tkanin nebo pletenin z polyamidu. Časté praní se doporučuje zejména u polyamidu 6 (silon, perlon, grilon).
Mnohé výrobky jsou napuštěny prostředky proti žloutnutí. Do prací lázně se musí přidávat přesná dávka speciální chemikálie, na které tento prostředek nereaguje. Tkanina nebo pletenina jinak po opakovaném praní zešedne.
Teplota žehličky nesmí u výrobků z čistého polyamidu přesáhnout 120 °C.
Eventuální příznaky přecitlivělosti lidské kůže při nošení výrobků z polyamidu nejsou způsobeny vlastnostmi vlákna, nýbrž barvivy, zbytky pracích prostředků a podobně.

## Aramidová vlákna
| Vlákno   | Pevnost v tahu (cN/tex) | Hustota (g/cm3) | Bod tání (°C) |
| PA 6     | 36-68                   | 1,14            | 220           |
| PA 66    | 36-63                   | 1,14            | 260           |
| PA 11    | 45-68                   | 1,04            | 190           |
| p-aramid | 190                     | 1,45            | 550           |
| ocel     | 3,5                     | 7,8             | cca 1600      |

Aramid je zkratka sousloví aromatické polyamidy. Sloučenina vzniká napojením aromatických struktur na polyamidový skelet, přičemž nejméně 85 % aramidových skupin musí být přímo spojeno se dvěma aromatickými kruhy.
Aramid byl vyvinut především jako vlákno odolné proti vysokým teplotám. Takzvané meta-aramidy (m-aramidy) mají bod tání přes 400 °C, jsou odolné proti mnoha chemikáliím, pružné, snadno se zpracují v textilní výrobě. Nejznámější značka: Nomex.
Dalším stupněm vývoje jsou para-aramidy (p-aramidy) vyráběné od 70. let minulého století např. pod značkou Kevlar nebo Twaron. Tato vlákna dosahují mimořádně vysokou pevnost v tahu při nízké specifické hmotnosti, srovnatelnou jen s uhlíkovými vlákny. Nevýhodou je malá odolnost proti účinkům světla a snadné nabíjení statickou elektřinou.
Způsob výroby: mokré spřádání (s podstatně lepšími vlastnostmi vlákna) nebo spřádání za sucha.
Aramidy se vyrábějí v několika modifikacích a dodávají se ve formě hedvábí, stříže, vločky nebo i tkaniny.
Použití:
Pneumatikové kordy, dopravní pásy, brzdové obložení, ochranné oděvy (proti horku a proti střepinám), do kompozitů na stavbu lodí, letadel a raket.

## Příklady výrobků

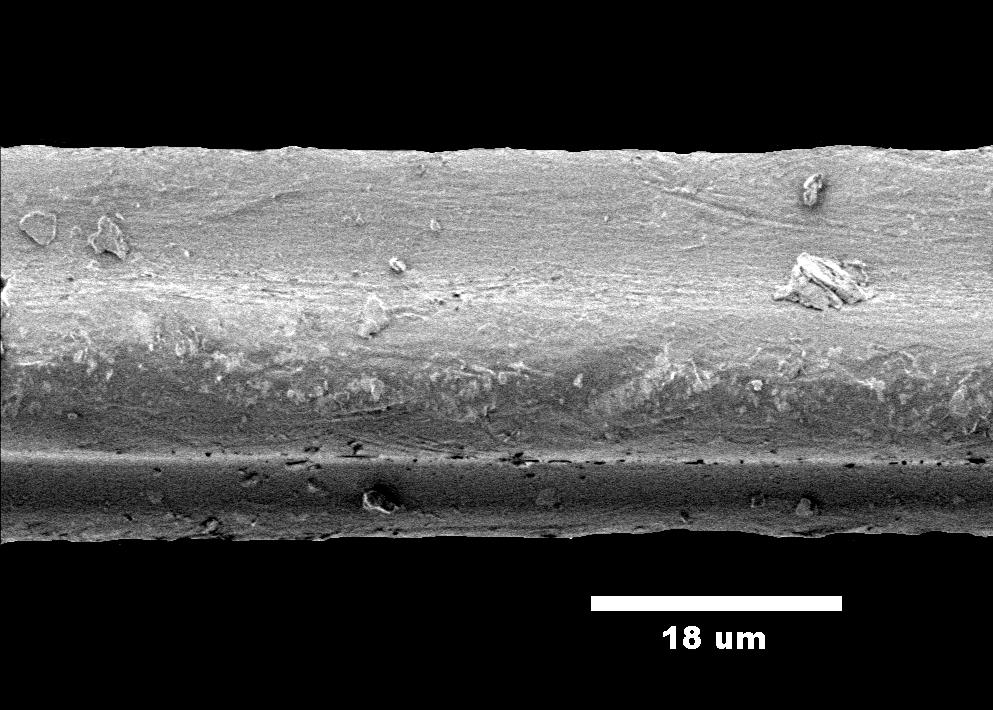
Polyamidové vlákno 2600 x zvětšené
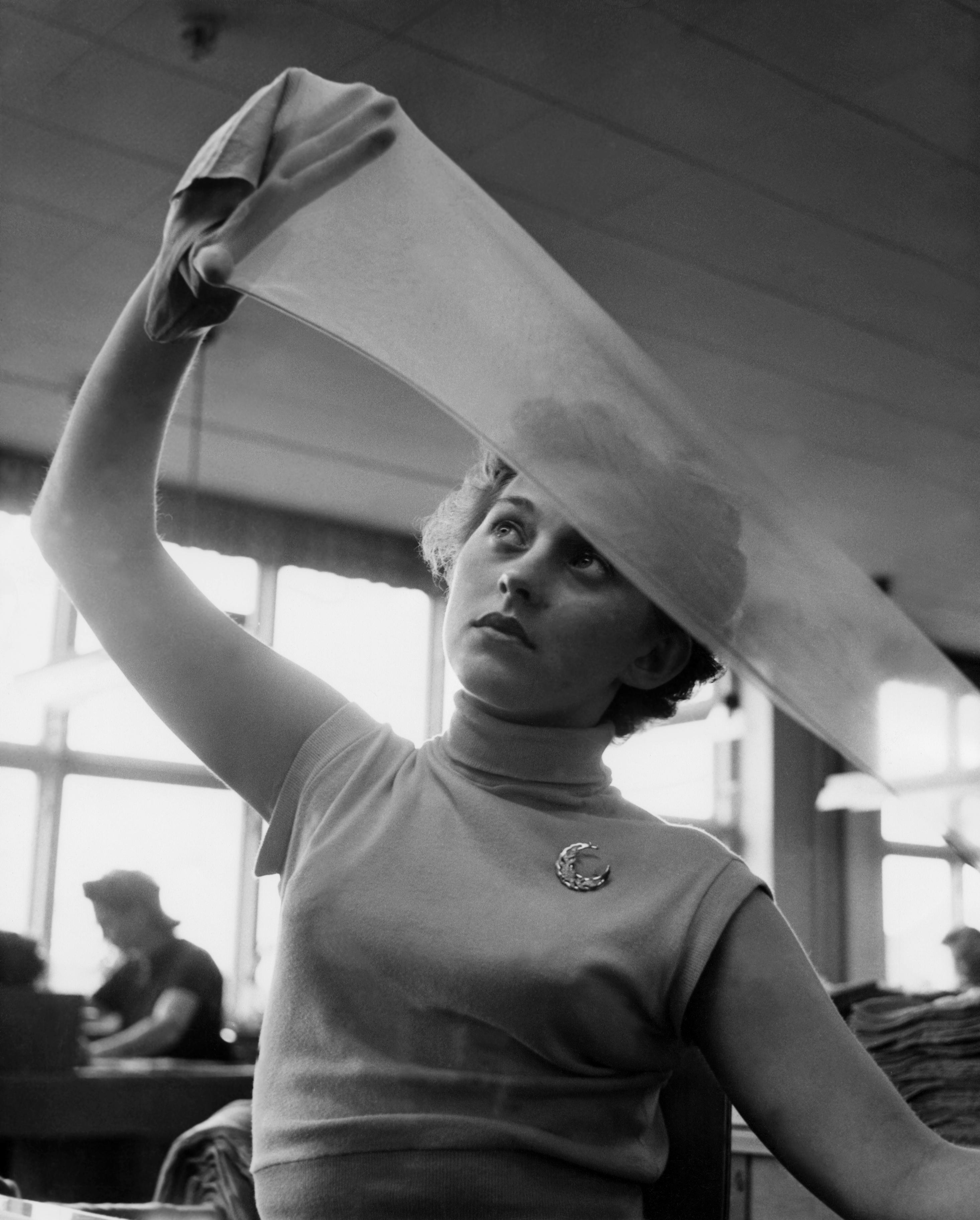
Polyamidová punčocha z roku 1954
Polyamidový filament 4,5 tex na punčoše cca 25 x zvětšené (Rusko 2021)
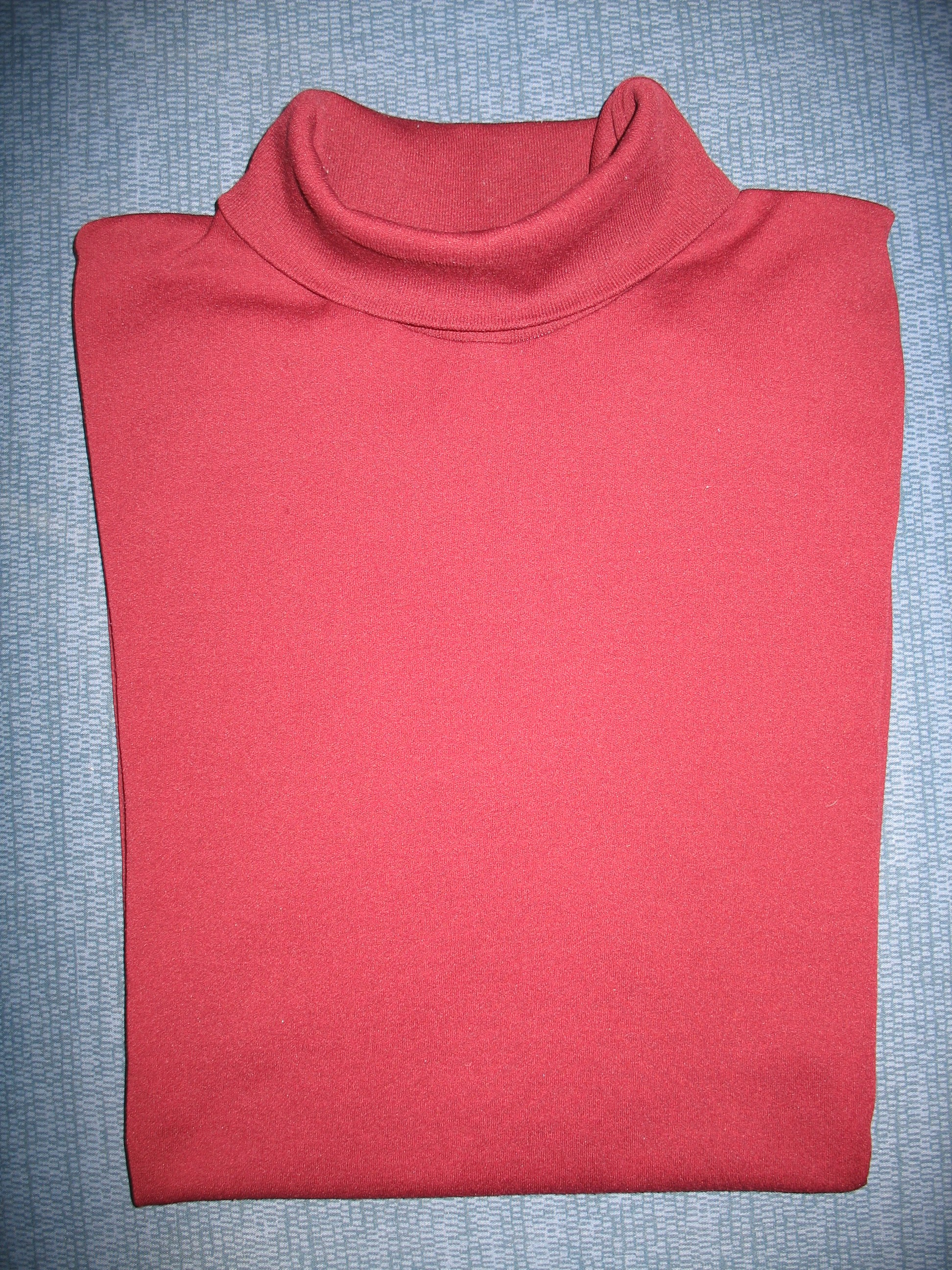
Rolák z PA6: stáří 37 roků, nejméně 200 x praný, opotřebení je znatelné jen pod lupou
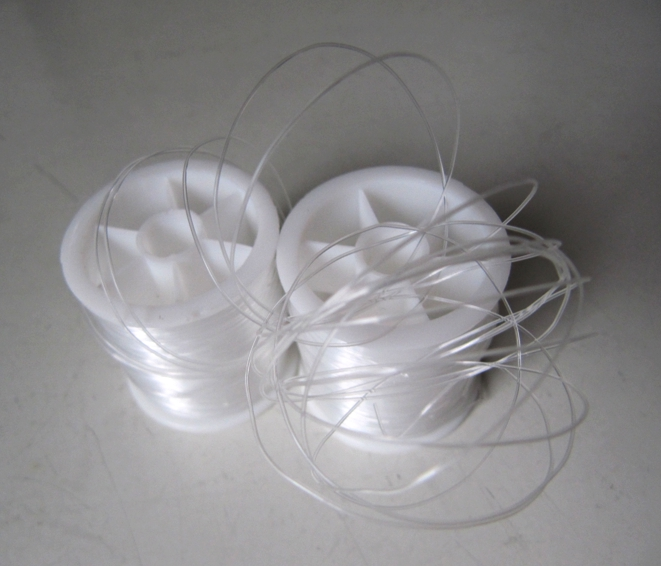
Polyamidové šicí nitě
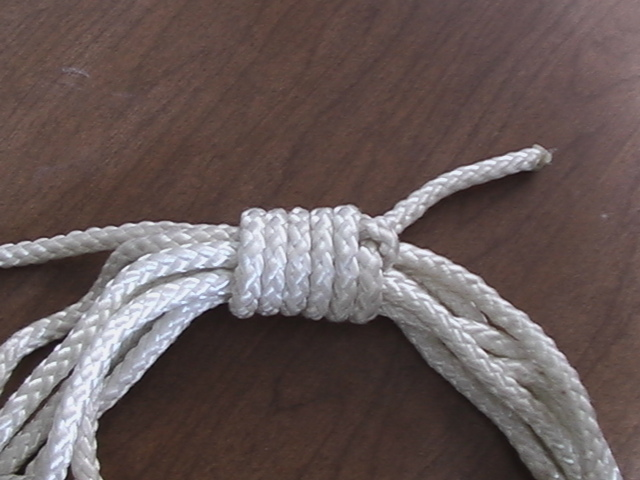
Polyamidové lano splétané z 10 pramenů
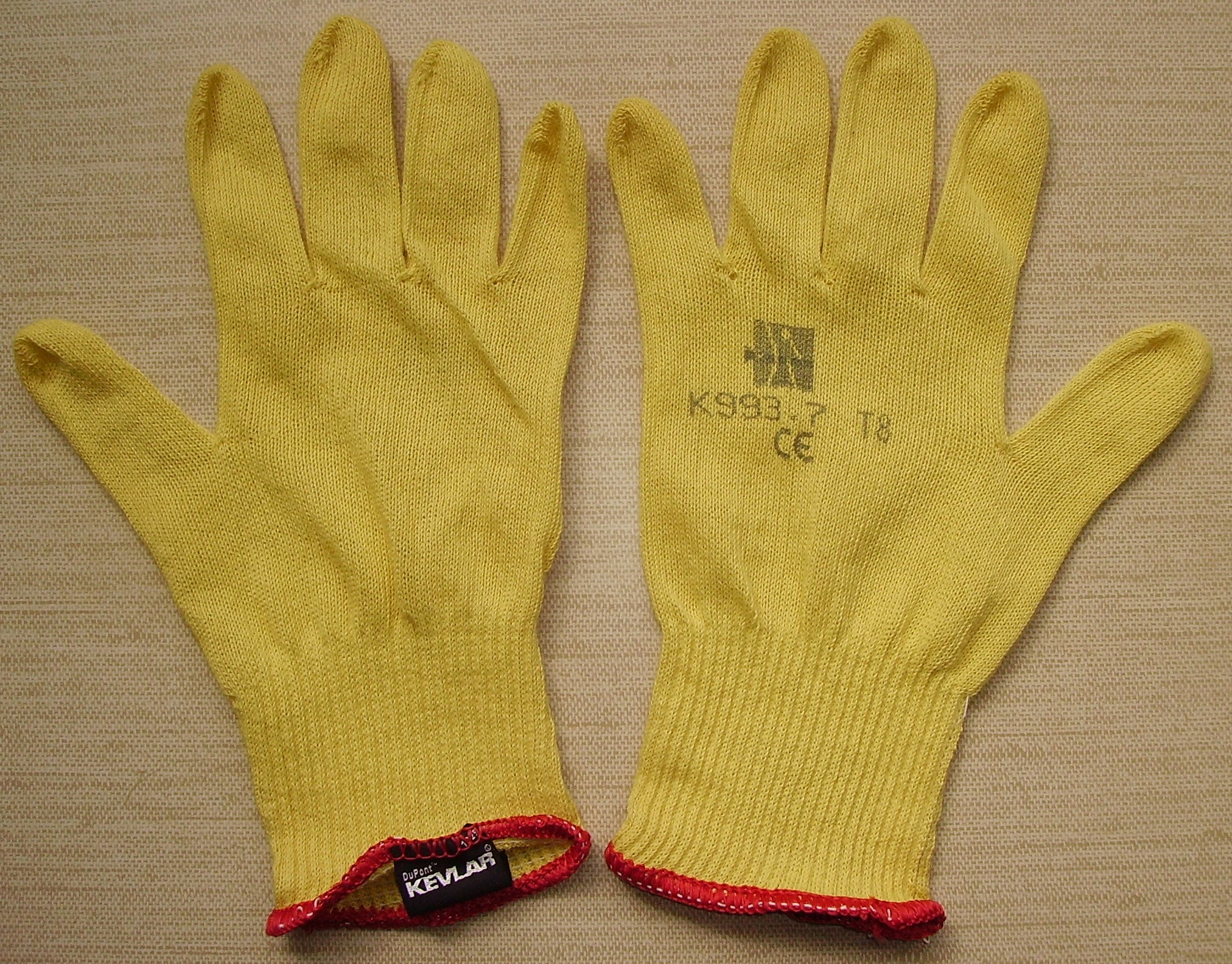
Pletenina z aramidových vláken (kevlar)
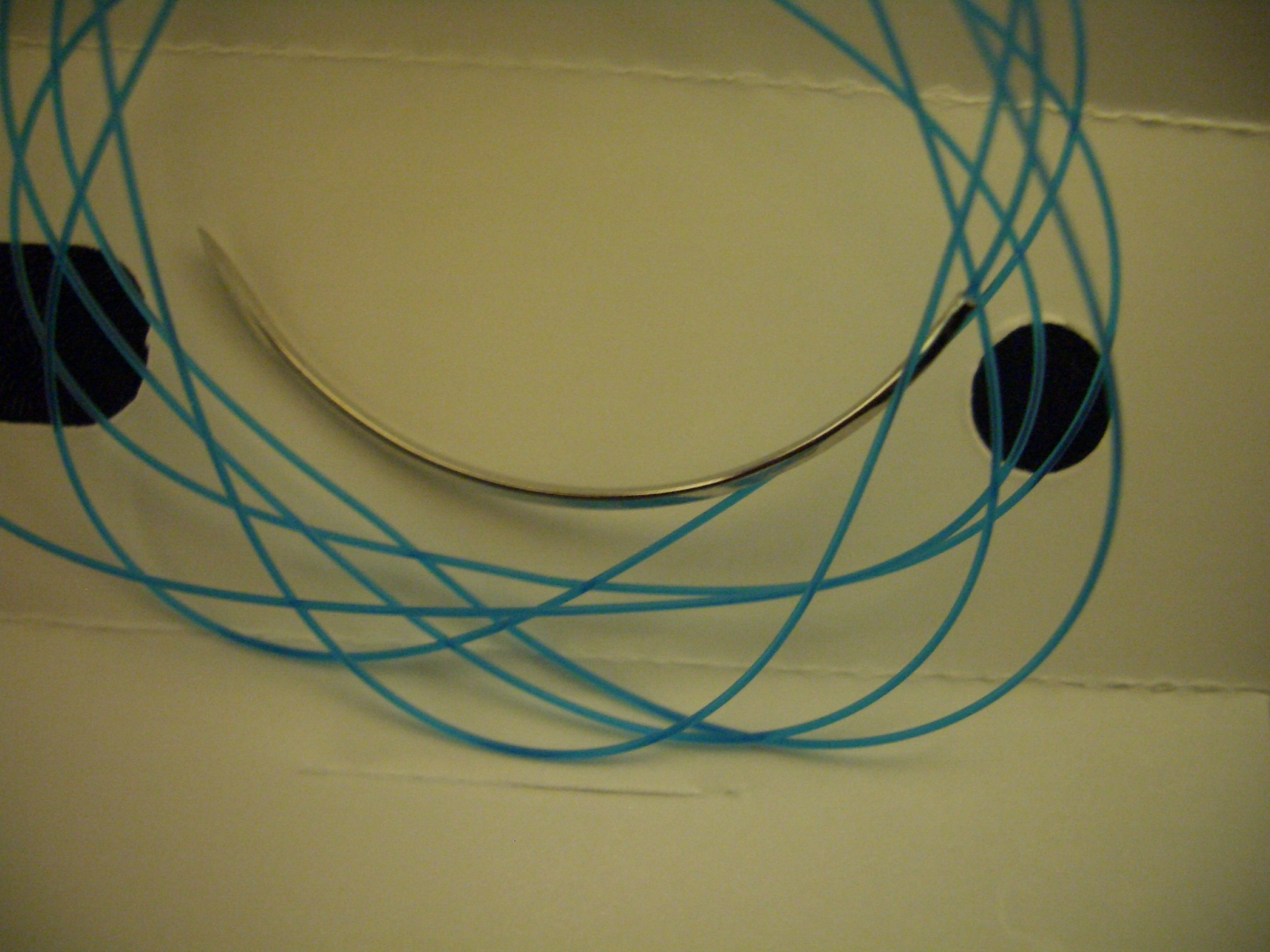
Polamidová chirurgická nit